# Red (Devilskin-Album)
Red ist das dritte Studioalbum der neuseeländischen Alternative-Metal-Band Devilskin. Es wurde am 3. April 2020 über Rodeostar veröffentlicht.

## Entstehung
Das Album wurde im Jahre 2018 geschrieben. Dabei zogen sich die vier Musiker zumeist an Wochenenden zurück um in Ruhe arbeiten zu können. Insgesamt nahm sich die Band viel Zeit mit dem Songwriting und nahm am Ende 30 Lieder als Demos auf. Darunter befindet sich das Lied Be Like the River, was kurioserweise der Titel des Vorgängeralbums ist. Das erste Lied des Albums Do You See Birds entstand als letztes und wäre beinahe nicht auf dem Album gelandet. Im Herbst des gleichen Jahres spielten Devilskin eine Europatournee im Vorprogramm von Halestorm sowie eine eigene Headlinertournee durch das Vereinigte Königreich, bei der bereits einigte Lieder des neuen Album gespielt wurden.
Danach begannen Mitte 2019 die Aufnahmen in den Roundhead Studios in Auckland. Produziert wurde das Album von Greg Haver, während Simon Gooding als Toningenieur wirkte und das Album mischte. Mit Be Like the River enthält das Album Red ein Lied, welches den gleichen Titel hat wie das Vorgängeralbum. Laut Tony Martin wurde es ursprünglich für das Vorgängeralbum geschrieben, schaffte es aber nicht auf die endgültige Titelliste. Bereits das Album Be Like the River enthielt einen Titel namens We Rise, dem Titel des Debütalbums. Für die Lieder Endo, All Fall Down und Corrode wurden Musikvideos gedreht.

## Hintergrund
Der Albumtitel steht für die Farbe Rot, die laut der Band die universelle Farbe der Leidenschaft, der Vitalität, des Bluts, der Gefahr, der Wut, des Horrors und der Liebe. Von allen Farben wäre rot eine Warnung und ein Statement. Laut Paul Martin will die Band die Vielfalt, Stärke und Tiefe der Lieder mit einer unbestreitbaren Deklaration reflektieren. Das Lied Do You See Birds handelt von einer Person, die unter Hausarrest steht. Sie sieht aus dem Fenster und blickt auf die Freiheit, die sie nicht erreichen kann. Corrode beschreibt die Reisen und Herausforderungen die ein Mensch begegnen muss, wenn er sich verloren fühlt. Paul Martin will mit dem Lied ausdrücken, dass es okay ist, um Hilfe zu bitten, um seine Probleme zu lösen.
In der ersten Single Endo verarbeitet Sängerin Jennie Skullander ihre Endometrioseerkrankung, wegen der sie sich operieren lassen musste. Dabei wurde ihr eine 11 cm lange Zyste aus ihrem Eierstock entfernt. Sie selbst bezeichnete das Lied als „katharischen Exorzismus“. The Victor befasst sich mit einem schweren Autounfall, bei dem zwei Kinder über 50 Meter weit aus dem Auto geschleudert wurden. Die Band kam zufälligerweise als erste an die Unglücksstelle und half den Verunglückten, die laut Tony Martin allesamt den Unfall überlebten. Sweet Release handelt von einem 21-jährigen Mann, der in einer psychiatrischen Klinik behandelt wurde und wegen Selbstmordgefahr unter Beobachtung stand. Eines Tages gelang es ihm, die Einrichtung ohne Begleitung zu verlassen und ertränkte sich im Waikato River.

## Rezeption
Gareth Williams von australischen Onlinemagazin Wall of Sound schrieb, dass das Album „brutale Growls, Iron-Maiden-artige Basslinien, einen donnernd fetten Schlagzeugsound und genügend schreddernde Gitarren hat, um jeden Fan harter Musik glücklich zu machen“. Williams vergab neun von zehn Punkten. Hingegen lobte Matthias Weckmann vom deutschen Magazin Metal Hammer Skullanders Gesangsleistung, kritisierte aber, das die Band „das Album mit dem schlechtesten Lied beginnen lässt“ und „ihr volles Potenzial nicht ausreizt“. Weckmann vergab vier von sieben Punkten.
Nachdem die ersten beiden Alben von Devilskin jeweils Platz eins der neuseeländischen Albumcharts erreichten, stieg Red auf Platz acht ein. Wegen der COVID-19-Pandemie musste die Veröffentlichung von physischen Tonträgern auf den 1. Mai 2020 verschoben werden. Dadurch erreichte das Album Platz zwei.